# Baeotis capreolus
Espèce
Baeotis capreolus est un insecte lépidoptère appartenant à la famille  des Riodinidae et au genre Baeotis.

## Dénomination
Baeotis capreolus a été décrit par Hans Ferdinand Emil Julius Stichel en 1910.

### Sous-espèces
- Baeotis capreolus capreolus présent en Colombie.
- Baeotis capreolus robini Brévignon, 1995; présent en Guyane[1].

## Description
Baeotis capreolus est de couleur beige clair doré orné de marron aux ailes antérieures et aux ailes postérieures, une large bordure, une petite partie basale à chaque aile deux taches en continuité avec la bordure.
Le revers est identique.

## Écologie et distribution
Baeotis capreolus est présent en Colombie et en Guyane.

### Biotope
Il réside dans la forêt tropicale.